# László Fazekas
László Fazekas (Budapest, Hungría; 15 de octubre de 1947) es un exfutbolista y entrenador húngaro que jugaba en la posición de delantero.

## Carrera

### Club
Inició su carrera con el Újpest FC en 1965, equipo en el que jugó 15 años en 407 partidos y anotó 252 goles, fue campeón nacional en nueva ocasiones, ganó tres títulos de copa, fue el goleador de la primera división en tres ocasiones y ganó la bota de oro en la temporada 1979/80.
En 1980 viaja a Bélgica para jugar con el Royal Antwerp FC por cuatro temporadas en donde anotó 38 goles en 111 partidos y en 1984 ficha con el Sint-Truidense anotando 10 goles en 28 partidos y se retiraría al año siguiente.

### Selección nacional
Jugó para Hungría de 1968 a 1983 y anotó 24 goles en 92 partidos, siendo uno de los futbolistas con más apariciones con Hungría. Formó parte de la selección nacional que ganó la medalla de oro en los Juegos Olímpicos de México 1968 venciendo en la final a Bulgaria, además de las selecciones que participaron en los mundiales de Argentina 1978 y España 1982; en este último, anotó uno de los goles en la victoria por 10-1 ante El Salvador.

### Entrenador
Inició su carrera en 1985 con el Racing Jet Bruxelles, dirigiendo toda su carrera en Bélgica donde dirigió en dos etapas al SC Eendracht Aalst, al KRC Harelbeke, al Union Saint-Gilloise y al Royal Antwerp FC.

## Logros

### Club
- NB1: 9

1968/1969, 1969/1970, 1970/1971, 1971/1972, 1972/1973, 1973/1974, 1974/1975, 1977/1978, 1978/1979
- Copa de Hungría: 3

1968/1969, 1969/1970, 1974/1975

### Selección nacional
- Fútbol en los Juegos Olímpicos

- : 1

1968

### Individual
- Bota de oro: 1

1979/1980
- Goleador de la NB1: 3

1975/1976, 1977/1978, 1979/1980